# Adore Life
Adore Life è il secondo album in studio del gruppo post-punk britannico Savages, pubblicato nel 2016.

## Tracce
1. The Answer – 3:30
2. Evil – 3:36
3. Sad Person – 3:48
4. Adore – 5:03
5. Slowing Down the World – 4:01
6. I Need Something New – 4:39
7. When in Love – 3:11
8. Surrender – 3:24
9. T.I.W.Y.G. – 3:09
10. Mechanics – 5:09